# Concours de la tête d'expression
Le concours de la tête d’expression est un exercice académique de l’Académie royale de peinture et de sculpture qui fut remplacé à la  Restauration par l’Académie des beaux-arts.

## Historique

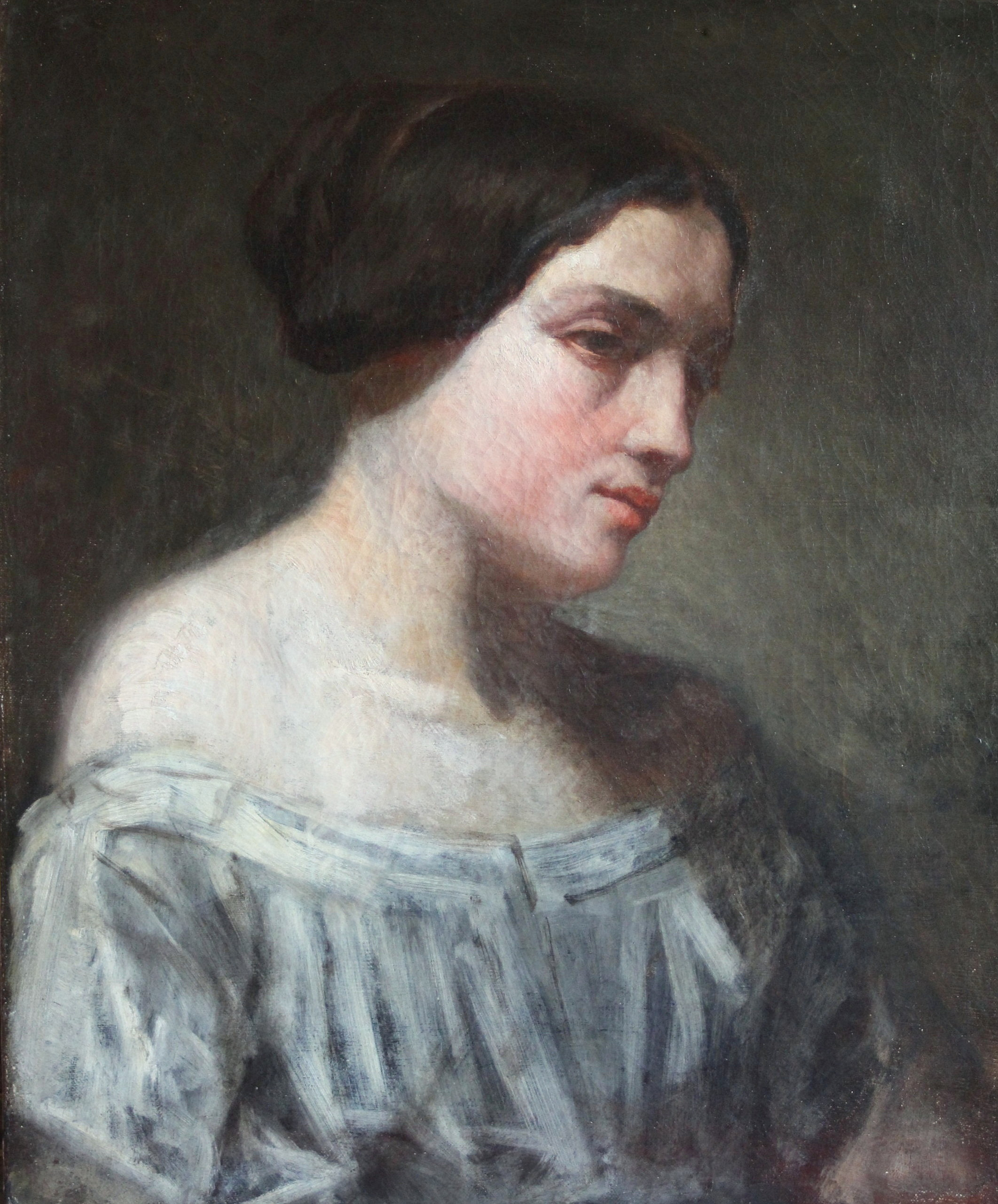
Anonyme, Concours de la tête d'expression (vers 1850), collection particulière.

Le concours de la tête d’expression est instauré au milieu du XVIIIe siècle à l’initiative du comte de Caylus avec pour objectif d’améliorer la représentation de l’expression des passions : il propose aux jeunes artistes d’étudier la partie négligée de la statuaire grecque, qui voulait que l’expressivité fût résumée uniquement par les corps.
L’instauration de ce concours est acceptée par l’Académie dans sa séance du 27 octobre 1759. Un règlement est rédigé prenant en compte les préconisations de Caylus et organisant les modalités de l’épreuve : le concours aura lieu en septembre de chaque année, les élèves auront la possibilité de peindre, de sculpter ou de modeler la tête, grandeur nature, du modèle exprimant une passion.
Ce nouveau concours n’est pas sans soulever des polémiques puisque l’on privilégiait la tête en négligeant le corps : elles finissent par aboutir à la création en 1784 d’un nouveau concours, celui de la « demi-figure » dite aussi du « torse », demandant la représentation  d’un homme à mi-corps avec une tête de caractère.
Malgré tout, le concours perdure avec quelques modifications dont la possibilité, à partir de 1838, de décerner un prix pour la peinture et un autre pour la sculpture.
Le concours est supprimé en 1968, la même année que le concours du prix de Rome par André Malraux.

## Les sujets
Entre 1835 et 1900, le concours compte 57 toiles représentées.
« La contemplation », « La satisfaction », « La méditation », « La préméditation », « La mélancolie » sont les sujets les plus souvent traités, mais apparaissent également d’autres sujets qui s’éloignent de l’expression des passions tels « La pudeur », « L’innocence », « La fermeté » ou « Le sourire ».

### Sources
- Catherine Schaller, thèse de doctorat présentée devant la faculté des Lettres de l’université de Fribourg (Suisse) en 2003 ([PDF] en ligne).